# تشارلز جي. لونغ
تشارلز جي. لونغ (بالإنجليزية: Charles G. Long)‏ هو ضابط أمريكي، ولد في 14 ديسمبر 1869 في ويماوث في الولايات المتحدة، وتوفي في 5 مارس 1943 في دارتموث في الولايات المتحدة.